# Рагналл Уа Имар
Рагналл Уа Имар (Ронгвальд, Рагнальд; древнескандин.: Rögnvaldr; древнеирланд.: Ragnall ua Ímair; умер в 921) — король Уотерфорда (917—921) и Йорка (918—921). Норвежский повелитель Северной Англии (Нортумбрии), острова Мэн, Уотерфорда и кратковременно части Мунстера.

## Биография
Представитель скандинавского клана Уа Имар (дом Ивара). Внук Ивара I (умер в 873), короля Дублина (856—873) и Йорка (866—873).
В 902 году короли Лейнстера и Бреги захватили город-порт Дублин, изгнав оттуда скандинавского короля Ивара II (896—902) и остальных представителей рода Уа Имар. Многие из них стали «морскими королями» и стали совершать разорительные набеги на Шотландию, Англию и Ирландию. Рагналл Уа Имар, имея базы на острове Мэн и Внутренних Гебридах, предпринимал рейды на западное побережье Шотландии и Стратклайд.
В 914 году морские короли Рагналл Уа Имар и Ситрик Слепой располагали большим флотом в Ирландском море. В этом же году Рагналл поблизости от острова Мэн разгромил флот под командованием Барда, сына короля Уотерфорда Оттира Черного (умер в 918). В сражении погиб Бард Оттирссон. Позднее Оттир Чёрный стал помощником и соратником Рагналла.
В 917 году короли Рагналл Уа Имар и Ситрик Слепой, командуя отдельными флотилиями, высадились на восточном побережье Ирландии. Рагналл захватил Уотерфорд и частично Мунстер. Он начал борьбу против верховного короля Ирландии Ниалла Глундуба (916—919). Сражение при Маг Фемене между ирландцами верховного короля и викингами закончилась безрезультатно. Однако шедшее на помощь Ниаллу Глундубу войско лейнстерского короля Аугаере мак Айлеллы было разбито Ситриком Слепым в сражение при Кенн Фуайте. В конце 917 года Ситрик Слепой занял Дублин, который снова стал столицей королевства ирландских викингов.
В 918 году Рагналл Уа Имар с войском отплыл в Северную Англию. Ирландские анналы и «Хроника королей Альбы» сообщают о его участии в битве при Корбридже (Нортумбрия). Войско скандинавов под командованием Рагналла Уа Имара разгромило войско шотландского короля Константина II, которому помогал элдормен Северной Нортумбрии Элдред. После победы над шотландцами Рагналл захватил Йорк. Англосаксонский король Эдуард Старший был вынужден признать Рагналл королём Йорка и правителем Денло. Согласно «Англосаксонской хронике», в 920 году в местечке Бэйквелл йоркский король Рагналл признал над собой верховную власть английского короля Эдуарда Старшего.
В 921 году Рагналл скончался в Йорке. «Анналы Ульстера», сообщая о его смерти, называют Рагналла «королём справедливых и темных иностранцев». В том же году после смерти Рагналла его родственник и король Дублина Ситрик Слепой прибыл в Йорк и унаследовал королевский трон.
Внуком Рагналла, вероятно, был Ивар (умер в 1000), король Уотерфорда (969?—1000) и Дублина (989—993 и 994—995).